# ヘリコプターテレビ中継システム
ヘリコプターテレビ中継システム（ヘリコプターテレビちゅうけいシステム）とは、ヘリコプターにスタビライザーカメラと映像伝送装置（マイクロ波送受信アンテナ、FPU）を備え、航空機からの映像をリアルタイムに地上に送信するシステムである。各テレビ局のほか、自衛隊、警察、消防・防災ヘリなども搭載している。ヘリテレとも呼ばれる。

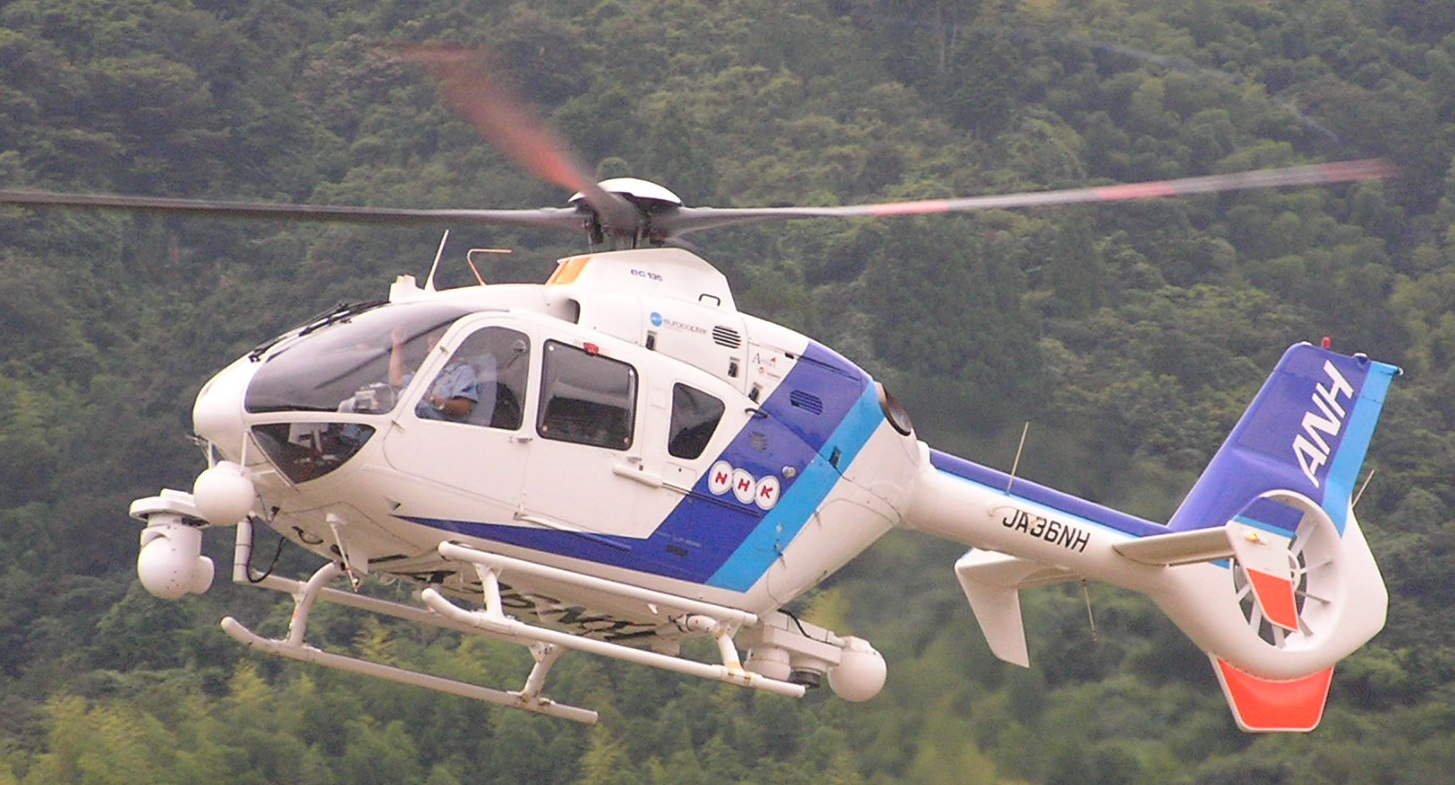
中継装置を搭載したNHK取材ヘリ

## 概要
ヘリコプターテレビ中継システムに必要な装備は、スタビライザーカメラと映像伝送装置、そしてそれらのシステムを制御するICSにモニターや録画装置がある。映像伝送装置にはマイクロ波の送信アンテナである球状のADS（自動指向装置）、マイクロ本体、必要に応じ電波を増幅するPAなどがある。
無線局の種別としては携帯局となる。
地上にはマイクロ波の受信設備を要し、機体に搭載したGPSなどにより、自動追尾で電波を安定して受信することができる。しかしマイクロ波は豊富な情報を多重化できる反面、直進の見通し範囲でしか電波が届かないため、山間部での低空はブラインドエリアとなり、映像の中継が不可能な場所もある。
既存のヘリコプターにカメラや伝送装置を固定して載せるには、国土交通省航空局の修理改造検査を受ける必要があり、多額の修改費用がかかる。これら修改検査に対応した整備工場を持たない事業者は、工事を他社に依頼することになり、そういった事業者は、一定時間ごとの定期耐空検査も他社に依頼するのが一般的である。
日本では1957年9月に大阪テレビ放送が伊丹空港から生放送した「テレビロケーション・自衛隊の朝」が最初の事例であり、これは世界最初のヘリコプターからのテレビ中継でもある。

## ヘリサット
既存のヘリ中継システムでは、山間部での飛行時に山影などで電波が遮断されることが多く、災害時などで映像を伝送できないことが多かった。そこでヘリコプターから撮影した映像を直接、静止軌道上の通信衛星に電波を飛ばし、全国どこからでも中継が可能なヘリサットシステムが開発され、国土交通省や総務省消防庁で導入されている。
総務省消防庁では地域衛星通信ネットワークの映像伝送サービス（SUPERBIRD B3）を使用し、映像はMPEG-2 1.5Mbps。2012年（平成25年）3月に配備された京都市消防局の機体（機体所有者は総務省消防庁。無償貸与機。）で初めて導入され、その後東京消防庁・宮城県防災航空隊・高知県消防防災航空隊・埼玉県防災航空隊・新潟県消防防災航空隊・福井県防災航空隊・徳島県消防防災航空隊なども導入している。
国土交通省災害対策用ヘリコプターではスカパーJSATの衛星通信サービス（JCSAT-2A）を使用し、映像はMPEG-4 AVC/H.264 6Mbpsである。2014年（平成27年）2月に九州地方整備局はるかぜ号に搭載され、現在は、全機体に装備されている。また、飛行姿勢による機体遮蔽等からの通信遮断を防止するため、アンテナを両舷に設置したデュアルアンテナの機体も配備されている。
無線局の種別は地球局となる。